# میرا ناندان
میرا ناندان (زاده ۲۶ نوامبر ۱۹۹۰) یک بازیگر اهل هند است. او اغلب در فیلم‌های مالایالام به چشم می‌خورد.

## اوایل زندگی
ناندان همچنین با نام میرا نانداکومار در تاریخ ۲۶ نوامبر ۱۹۹۰ از پدر و مادری بنام نانداکومار و مایا در پراندور، الاماککارا، کوچی متولد می‌شود. او یک برادر کوچک‌تر از خود بنام آرجون نانداکومار دارد که او هم در زمینه بازیگری شاغل است. نادان تحصیلاتش را در باوانس ویدیا ماندیر، الاماککارا طی نمود. ناندان بعد از آن درست پس از به اتمام رساندن مدرکش در رشته ادبیات انگلیسی از کالج سنت ترزا، ارناکولام، مدرک کارشناسی ارشد خود را در رشته ارتباطات جمعی با روزنامه‌نگاری از راه آموزش از راه دور از دانشگاه مانیپال ادامه می‌دهد. او از دور با هنرمند دیویا اونی در ارتباط است.

## حرفه‌های دیگر
ناندان در سال ۲۰۱۴، به دبی مهاجرت کرد تا به عنوان گوینده رادیو در رادیو قرمز بر روی موج اف ام ۹۴٫۷ مشغول فعالیت در این زمینه شود. بعدها او در رسانه‌های اجتماعی اعلام می‌کند که در کنار حرفه اش به عنوان گوینده در رادیو به فعالیت در در زمینه بازیگری در فیلم نیز می‌پردازد.
نادان در حال حاضر به عنوان گوینده رادیو بر روی موج اف ام ۱۰۱٫۳ طلایی در عجمان اضافه شد.